# Xã Bell, Quận Clearfield, Pennsylvania
Xã Bell (tiếng Anh: Bell Township) là một xã thuộc quận Clearfield, tiểu bang Pennsylvania, Hoa Kỳ. Năm 2010, dân số của xã này là 760 người.